# 北票站
北票站（规划建设阶段称北票东站）是京哈客运专线京沈段的一座车站，位于辽宁省朝阳市北票市凉水河蒙古族乡，由中国铁路沈阳局集团有限公司阜新车务段管辖，2018年12月29日启用。

## 车站结构
北票站站场布置为2台4线，站房设计以化石文化为主题，外立面形如展翅的龙鸟。
|          |                                           |
| 侧式站台 |                                           |
| 2站台    | 京沈客运专线 往沈阳方向（乌兰木图站）     |
| 通过线   | 京沈客运专线下行列车通过线                |
| 通过线   | 京沈客运专线上行列车通过线                |
| 1站台    | 京沈客运专线 往北京朝阳方向（辽宁朝阳站） |
| 侧式站台 |                                           |
| 站房     | 进站口、售票、候车、检票口                |